# 29628 Fedorets
29628 Fedorets este o planetă minoră (asteroid), cu un diametru de 3,921 km, din centura de asteroizi. A fost descoperită pe 10 octombrie 1998 la Stația Anderson Mesa de Lowell Observatory Near-Earth-Object Search și a fost numită după Grigori Fedorets⁠(d). 
Obiectul prezintă o orbită caracterizată de o semiaxă mare de 2,2202863 UAi, o excentricitate de 0,1, o înclinație de 5,98563 ° în raport cu ecliptica.